# ويندوز 3.0
ويندوز 3.0 (Windows 3.0) الإصدار الرئيسي الثالث من مايكروسوفت ويندوز، وتم إطلاقة في 22 أيار / مايو 1990. وأصبح من النسخ الأولى الناجحة على نطاق واسع من ويندوز ومنافس (لأبل ماكنتوش)(Apple Macintosh) وأميغا كومودور(Commodore Amiga)
ونجح بشكل كبير بعد النجاح الذي حققه النظام السابق ويندوز 2.1
خاصه في واجهة مستخدم كبيرة بعد تجديده، فضلا عن التحسينات التقنية وتحقيق استخدام أفضل لإدارة الذاكرة
- صورة لنظام ويندوز 3